# Dynastia burgundzka (linia boczna Walezjuszów)

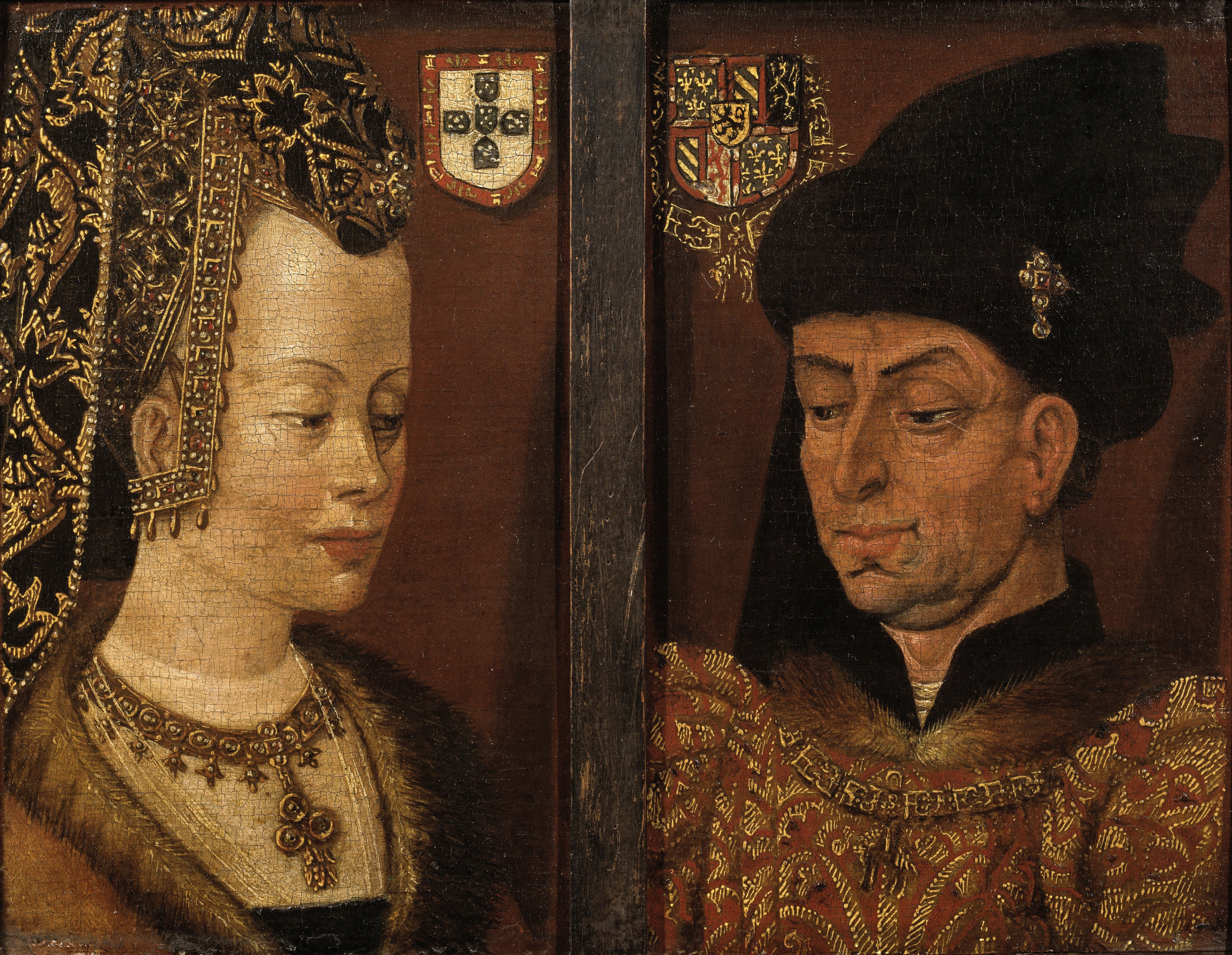
Filip III Dobry wraz z trzecią żoną, Izabelą Aviz

Dynastia burgundzka – boczna linia dynastii Walezjuszów. Wywodzi się od Filipa Śmiałego (1342–1404) – najmłodszego syna króla Francji, Jana II Dobrego. Panowała w Księstwie Burgundii w latach 1363–1477, hrabstwie Bugundii w latach 1405–1482, oraz w znacznej części zjednoczonych przez nich Niderlandów zwanych od imienia dynastii burgundzkimi. 
Książęta Burgundii odgrywali kluczową rolę w zmaganiach między Francją a Anglią w trakcie wojny stuletniej. Wykorzystując wielkie osłabienie Francji, zręcznie zmieniając sojusze i prowadząc przemyślaną politykę dynastyczną, zbudowali na pograniczu Francji i Cesarstwa wielkie i bogate państwo. Posiadłości książąt burgundzkich były jednak wciąż bardziej konglomeratem księstw i hrabstw niż jednolitym państwem. Stąd ambicją ostatnich władców z tej dynastii było zdobycie korony królewskiej. Apogeum potęgi dynastia osiągnęła za panowania Filipa III Dobrego. Ostatnim męskim potomkiem dynastii był syn Filipa III, Karol Zuchwały, który prowadził bardzo agresywną politykę, doprowadzając do zawiązania przeciw niemu silnej koalicji. Karol zginął w 1477 roku w bitwie pod Nancy, a jego jedyną spadkobierczynią była córka Maria. Stała się ona ostatnią dziedziczką rozległych terytoriów Burgundii i Niderlandów, a rywalizacja o jej rękę i posag stała się zarzewiem pierwszych nowożytnych zmagań o hegemonię w Europie Zachodniej pomiędzy Francją a Habsburgami. Ostatecznie większość dziedzictwa burgundzkiego wraz z ręką Marii przeszła na cesarza Maksymiliana I Habsburga. Wraz ze śmiercią Marii w 1482 wygasła dynastia burgundzka.
Posiadłości książąt burgundzkich stały się centrum życia kulturalnego i gospodarczego zachodniej Europy. Na ziemiach Niderlandów burgundzkich rozwinął się przemysł włókienniczy, szczyt osiągnęła produkcja manuskryptów, rozkwitło malarstwo flamandzkie. Dwór książęcy był ośrodkiem wyrafinowanej, późnośredniowiecznej kultury dworskiej i rycerskiej. Na dworze Filipa Dobrego rozkwitł mecenat kulturalny zarówno wobec malarzy, rzeźbiarzy jak i muzyków. Także Filip Dobry założył Order Złotego Runa, który przejęli później Habsburgowie i uczynili jednym z najważniejszych odznaczeń w Europie.
Ważniejsi przedstawiciele dynastii:
- Filip II Śmiały (1342–1404), od roku 1363 książę Burgundii, od 1384 również hrabia palatyn Burgundii, hrabia Artois i Flandrii;

- Jan II bez Trwogi (1371–1419), od 1404 roku książę Burgundii, hrabia palatyn Burgundii, hrabia Nevers, Artois i Flandrii;

- Filip III Dobry (1396-1467), od 1419 roku książę Burgundii, hrabia palatyn Burgundii, hrabia Nevers, Artois i Flandrii, od 1430 także książę Brabancji, Limburga i Lothier, od 1432 hrabia Holandii i Zelandii oraz Hainaut, od 1443 książę Luksemburga;

- Karol I Zuchwały (1433-1477), od 1467 roku książę Burgundii, hrabia palatyn Burgundii, Władca burgundzkich Niderlandów, a od 1473 także Książę Geldrii i hrabia Zutphen;
- Maria Burgundzka (1457-1482), od 1477 roku księżna Burgundii, hrabina palatynatka Burgundii, władczyni Niderlandów burgundzkich, żona cesarza Maksymiliana Habsburga.